# Saint-Amand-sur-Ornain
Saint-Amand-sur-Ornain is een gemeente in het Franse departement Meuse (regio Grand Est) en telt 65 inwoners (2009). De plaats maakt deel uit van het arrondissement Bar-le-Duc en van de Communauté d'Agglomération Bar-le-Duc Sud Meuse, een samenwerkingsverband tussen 33 gemeenten.

## Geografie
De oppervlakte van Saint-Amand-sur-Ornain bedraagt 5,9 km², de bevolkingsdichtheid is dus 11 inwoners per km².
De onderstaande kaart toont de ligging van Saint-Amand-sur-Ornain met de belangrijkste infrastructuur en aangrenzende gemeenten.

## Demografie
Onderstaande figuur toont het verloop van het inwonertal (bron: INSEE-tellingen).